# 現物出資
現物出資（げんぶつしゅっし）とは、株式会社の設立、新株発行に当たって金銭以外の財産を持って出資に充てることをいう。
- 会社法について以下では、条数のみ記載する。

## 株式会社の設立
- 発起人は、定款に500万円を超える現物出資についての記載又は記録があるときは、定款の公証人の認証の後遅滞なく、当該事項を調査させるため、裁判所に対し、検査役の選任の申立てをしなければならない(33条)。
- 設立時取締役は、その選任後遅滞なく、500万円を超えない現物出資財産等を調査しなければならない（46条）。
- 株式会社の設立に際し現物出資できるのは、発起人に限られる（34条,63条）。
- 出資された財産等の価額が不足する場合の責任(52条)
- 発起人の責任等(103条)

## 募集株式の発行
2005年に成立した会社法においては、第2編第2章第8節第3款｢金銭以外の財産の出資｣に規定がある。
- その都度、募集株式について現物出資するときは、その旨並びに当該財産の内容及び価額を定めなければならない(199条)。
- 債務の引当が会社財産に限定される物的会社への出資に於いて、現物出資を過大に評価すると資本の充実を損ない株主や会社債権者の利益を害することから、裁判所が選任した検査役の検査(207条)が要求されるなどの規制が課せられている（208条、旧商法[1]）。一定の条件を満たせばそれらの規制を回避することもできる（207条9項各号の場合）。
- 出資の履行をしなかった場合に株主となる権利を失う点は通常の出資の場合と同じである（208条5項）。
- 出資された財産の価額等に不足がある場合は、213条1項1号から3号に定める者（取締役等）が填補責任を負担する。
- 法人が現物出資を行う場合、企業財産の一部を切り離して他の法人に移転させ対価として株式の交付を受けることとなるが、経済実態的には、分社型分割とほぼ同様の効果が得られる。

## メリット
現物出資によって資本金を大きくすることで、会社は、社会的名誉や社会的威信を得ることが出来る。